# Madonna omringd door serafijnen en cherubijnen
Madonna omringd door serafijnen en cherubijnen vormt samen met Etienne Chevalier met heilige Stefanus het beroemde Melundiptiek. Het opvallend modern ogende werk werd in olieverf op paneel vervaardigd door Jean Fouquet (Tours 1420 - Tours 1471) ca. 1454-56. Het paneel werd vervaardigd in opdracht van Etienne Chevalier, aangekocht door ridder Florent van Ertborn en in 1841 gelegateerd aan het Koninklijk Museum voor Schone Kunsten Antwerpen.

## Context
Madonna omringd door serafijnen en cherubijnen werd vervaardigd door Jean Fouquet, die door kunstwetenschappers beschouwd wordt als de belangrijkste schilder uit het vijftiende-eeuwse Frankrijk. Naast schilderen verluchtte hij boeken (hij was peintre du roy in 1475) en ontwierp hij kleinarchitectuur. Als een van de eerste kunstenaars maakte hij tussen 1443 en 1447 een studiereis naar Rome. Hij verdiepte zich er in vroegrenaissancistische kunsttheorieën en bestudeerde de Vaticaan-fresco's van Fra Angelico.
Dit werk en het bijbehorende paneel van Etienne Chevalier met de heilige Stefanus behoort tot Fouquets belangrijkste werken. Hij maakte het in opdracht van Etienne Chevalier, de schatbewaarder van de Franse koning Karel VII. Deze is, zoals de naam doet vermoeden, te zien op het linkse luik dat bewaard wordt in Berlijn. Het rechtse luik toont de Madonna, of Virgo Lactans (zogende maagd, het oudste type Maria met kind).
Het werk, dat vermoedelijk dateert van ca. 1455, hing oorspronkelijk boven de graftombe van Catherine Budé. Zij was de echtgenote van de opdrachtgever en werd begraven in de OLV-kerk van Melun (Seine-et-Marne). Aanvankelijk was de originele, vergulde lijst bedekt met blauw fluweel waarin het monogram 'EC' geborduurd was. Het was bovendien ook versierd met email-medaillons en zilveren parels daartussen. Tot op heden is er daar slechts een van bewaard, namelijk die met het zelfportret van de kunstenaar. Het wordt bewaard in het Louvre (Parijs).
Als boegbeeld van de Franse schilderschool refereerde Fouquet naar de werken van de Van Eycks en de Florentijnse renaissancekunst. Typisch in zijn werk is de afstandelijkheid tegenover zijn figuren. Zijn monumentale, synthetische schilderstijl contrasteert met de zeer gedetailleerde benadering uit zijn miniaturen. Door het samengaan van lichamelijke en materiële schoonheid, een strenge en uiterst beheerste vormgeving, een 'onderhuidse' erotische dimensie, een onmiskenbare ijzigheid, en een onwerkelijke droomatmosfeer, is Fouquets paneel een unicum in en een absoluut meesterwerk van de Europese kunst van de 15de eeuw.
Het is dan ook een van de belangrijkste werken van het KMSKA. De madonna geniet een onbetwistbare status als meesterwerk en staat sinds 2009 op de topstukkenlijst van de Vlaamse overheid. Daardoor geniet het speciale bescherming. Maar dat was niet vanzelfsprekend: in het midden van de negentiende eeuw konden critici het werk maar matig appreciëren. Pas sinds de Parijse tentoonstelling uit 1943 toonden museumdirecteurs en conservators langzaamaan meer aandacht voor het werk.

## Beschrijving
In de zeventiende eeuw schreef de historicus Denis Godefroy dat Fouquet Maria afbeeldde naar het evenbeeld van Agnes Sorel. Zij was de minnares van de Franse koning Karel VII en werd afgebeeld met haar linkerborst ontbloot. Agnes Sorel was tevens de vrouw die de mode met decolleté en ontblote schouders aan het hof invoerde. In een interview met Zaal Z, het tijdschrift van het KMSKA (2017), bevestigde Stephan Kemperdick, curator van de Berlijnse Gemäldegalerie, dat het wellicht gaat om de minnares. Hij liet daarin optekenen dat: "Na een grondig onderzoek, onder meer van haar kleren en houding, ben ik [Kemperdick] ervan overtuigd dat dit inderdaad Agnes Sorel is, in de gedaante van Maria en hoogstwaarschijnlijk geschilderd na haar vroege dood in 1450 [ze werd vergiftigd]. Ze was toen 28. Zij was een veelgeprezen schoonheid en het schilderij is in zekere zin een monument voor die schoonheid.”
Fouquet schilderde een overgestileerde Madonna. Paradoxaal genoeg belichaamt deze onwereldse verschijningsvorm het vrouwelijke schoonheidsideaal van de vijftiende eeuw. Dat hield een onthaard gelaat, rode lippen, smalle lenden, volmaakt ronde borsten en blanke huid in. Van Hout schreef reeds dat het vreemd lijkt "dat een absolute wereldse schoonheid als Agnes Sorel model stond voor de Moeder Gods, maar ook in poëzie uit die tijd werd Maria meermaals beschreven als belichaming van de vrouwelijke perfectie. Men zag niet noodzakelijk een tegenstrijdigheid tussen heiligheid en schoonheid.” Schaefer stelde al dat Agnes Sorel beschouwd werd als de incarnatie van dit Madonnatype. De ingesnoerde taille met losgewerkte revers die Madonna's ronde borst onthult, geeft het geheel een erotische tint. Dat 'erotisch mysticisme' kwam veel voor in de vijftiende-eeuwse literatuur. In de beeldende kunsten daarentegen, kwam het slechts zelden aan bod. Strenggelovige tijdgenoten, maar ook sommige latere historici, veroordeelden het heftig. Zo'n historicus was bijvoorbeeld Johan Huizinga, die schreef dat het werk "decadente goddeloosheid” en "blasfemische vrijmoedigheid” opriep. Dat was echter niet Fouquets bedoeling. Hij refereerde aan het virgo lactans-motief. Dat benadrukte de wereldse status van Christus.
Madonna – half staand, half zittend op de rijkelijk versierde hemeltroon – en het kind worden omringd door rode en blauwe engeltjes. Aanvankelijk dacht men dat het ging over dag- en nachtengelen of goede en slechte engelen. Momenteel zijn kunstwetenschappers het echter eens dat het gaat om de bekende cherubijnen en serafijnen uit de veertiende- en vijftiende-eeuwse Italiaanse schilderkunst. Hoewel de blauwe en rode kleur vreemd aandoet voor de hedendaagse toeschouwer, was dit een geijkte voorstellingswijze. De zes rode serafijnen beelden de goddelijke, vurig brandende, liefde uit. Men beschouwt ze als de hoogste in rang van de hemelse engelenhiërarchie. Onder hen in de hiërarchie staan de drie blauwe cherubijnen. Zij staan symbool voor de goddelijke genade, zuiverheid en lucht. Slechts één groep engelen raakt Maria's troon aan.
De gestileerde Madonna, die op haar hoofd een met parels, robijnen en saffieren bezette kroon draagt, kijkt naar haar zoon. Deze wijst met de wijsvinger van zijn linkerhand de opdrachtgever op het linkse luik aan. Deze zit in een realistisch afgebeeld Italiaans renaissance-interieur in bidhouding. Hij richt zich tot Maria om voorspraak af te smeken voor zijn overleden echtgenote. De wijzende vinger van Jezus herhaalt het gebaar.
De aandachtige toeschouwer kan in de onderste en bovenste marmeren appel van de armstoel een kruisraam zien. Ook is (zeer klein) in Jezus' ooghoek een traan zichtbaar. Dat is wellicht een verwijzing naar zijn Lijden en Medelijden, de barmhartigheid van de Zoon naar de Mens en meer specifiek de opdrachtgever toe.
Het veelvuldig gebruik van de kleuren wit, rood en blauw past in de religieuze traditie waarbij wit en blauw de Mariale kleuren zijn die de onbevlekte ontvangenis symboliseren, en rood en blauw de Mariale kleuren die aangeven dat zij menselijk (rood) is maar bekleed met het hemelse (blauw).

## Materiële aspecten
Kunsthistorici discussieerden reeds uitvoerig over de vorm van het paneel. Max Friedländer meende dat er geen sprake kon zijn van een dichtklappend tweeluik en dat de twee panelen geen vast verbonden geheel vormden (hoewel ze wel in eng verband tot elkaar gestaan moeten hebben). Anderen meenden dat het om een triptiek ging. De madonna was in dat geval het middelste paneel, het portret van Etienne Chevalier diende als linkse luik en een verloren gegaan portret van Catherine Budé zou als rechtse paneel gefunctioneerd hebben. Eenentwintigste-eeuwse kunstwetenschappers beschouwen het toch als een diptiek.

### Afmetingen
- 92 × 83,5 cm (dagmaat)
- 94,5 × 85,5 × 1,2 cm (volledig)
- 112,7 × 104 × 6,3 cm (inclusief lijst)

### Inscripties
- La Ste Vierge/ sous les traits/ d'AGNES SOREL/ maitresse de Charles VII Roi de France/ morte en 1450/Ce tableau, qui etoit/ dans le choeur de Nôtre Dame/ DE MEHUN/ est un voeu de Mte ETIENNE/ Chevalier un des executeurs/ testamentaires d'Agnes Sor
  - Plaats: verso
  - Type: zegel
  - Datum: 1775

## Herkomst
Volgens de oude catalogus van het Koninklijk Museum voor Schone Kunsten Antwerpen werd het tweeluik oorspronkelijk door Chevalier besteld voor de kerk van Loches. Het werd rond 1461 echter overgebracht naar de kerk van Notre-Dame te Melun, waar het tot 1775 hing boven het graf van diens echtgenote. De kerk had geld nodig om de verbouwingen te bekostigen. Het verzeilde in de kunsthandel, waardoor ridder Florent van Ertborn het kon verwerven. Over de periode dat het zich in Van Ertborns collectie bevond, is weinig gekend. Kunstwetenschappers vonden nog geen informatie over de aankoop en het werk werd ook niet opgenomen in de catalogus die Van Ertborn opmaakte (nooit voltooid, informatie tot 1828).
Hij legateerde het werk in 1841 aan het Koninklijk Museum voor Schone Kunsten Antwerpen, samen met nog 105 andere kunstwerken. Het legaat bevatte een aantal meerluiken uit de veertiende tot zestiende eeuw. Volgens Nanny Schrijvers, medewerker aan het KMSKA, was die appreciatie heel ongewoon. Gebruikelijker was om zeventiende-eeuwse kunst te verzamelen, iets wat ook zijn familie deed. Van Ertborn kreeg advies bij het samenstellen van zijn collectie van onder meer de gebroeders Boisserée en Gustav Friedrich Waagen.
Paul Vandenbroeck schreef hierover: "Florent van Ertborn, scherpzinnig en met open geest, kocht het hoogst ongewone werk – dat hoog uitstijgt boven de gehele Franse schilderkunst van de 15de eeuw, voor zover die bekend is – in de kunsthandel in het postrevolutionaire Parijs. Heden ten dage komt Jean Fouquet's schepping ons tegemoet met een onontwarbare mengeling van devotie en erotiek, van archaïsche verhevenheid en hedendaags aanvoelende durf.”
Het linkerpaneel werd in 1896 gekocht door de Duitse dichter Clemens Brentano. De diptiek is twee keer herenigd, namelijk in 1904, toen Frankrijk de panelen leende voor een tentoonstelling over de Franse primitieven, en in 2017, voor de Jean Fouquet-tentoonstelling in Berlijn.